# تپه قارقالان
تپه قارقالان مربوط به دوره اشکانیان است و در شهرستان کمیجان، بخش مرکز ی، دهستان اسفندان، روستای یساول واقع شده و این اثر در تاریخ ۲۶ اسفند ۱۳۸۶ با شمارهٔ ثبت ۲۲۰۵۷ به‌عنوان یکی از آثار ملی ایران به ثبت رسیده است.